# Байтерек (Жетисайський район)
Байтере́к (каз. Бәйтерек) — село у складі Жетисайського району Туркестанської області Казахстану. Входить до складу сільського округу Жолдасбая Єралієва.
У радянські часи село було частиною села Отділення № 1 участок № 1 совхоза 30-ліття Октября. До 2017 року село називалося Жданово.
Населення — 1243 особи (2021; 1226 у 2009, 1099 у 1999, 971 у 1989).